# Loup (rivière)
Ne doit pas être confondu avec Loup (fleuve).
Pour les articles homonymes, voir Loup (homonymie).
Le Loup est une rivière américaine du Nebraska, affluent de la rivière Platte, donc un sous-affluent du Mississippi par le Missouri. 

## Étymologie
La rivière doit son nom à des trappeurs français qui nommèrent cette rivière Loup en référence à la tribu Pawnee qui se nommait elle-même les Hommes-Loups. 

## Géographie
La rivière, longue de 109 kilomètres, draine une partie des Grandes Plaines qui représente 1/5e du Nebraska.
La rivière commence à 8 kilomètres au nord-est de Saint Paul et à 32 kilomètres au nord de Grand Island et se dirige vers l'est en passant par les villes de Fullerton et Columbus pour se jeter dans la rivière Platte à 6,4 kilomètres au sud-est de Columbus.